# フレデリック・セシジャー (第2代チェルムスフォード男爵)
第2代チェルムスフォード男爵フレデリック・オーガスタス・セシジャー（英: Frederic Augustus Thesiger, 2nd Baron Chelmsford, GCB, GCVO、1827年5月31日 - 1905年4月9日）は、イギリスの陸軍軍人、貴族。
大英帝国最盛期の軍人として世界各地の戦争に従軍。とりわけ南アフリカでズールー戦争の指揮を執り、ズールー王国を征服したことで知られる。最終階級は大将(General)。

## 経歴
1827年5月31日、後に初代チェルムスフォード男爵に叙されるフレデリック・セシジャーとその妻アン・マリア・ティンリングの間の長男として生まれた。
イートン校を卒業。1844年に陸軍に入隊。1850年にはグレナディアガーズの大尉(Captain)となる。1854年のクリミア戦争に従軍し、1855年にはセヴァストポリ包囲戦に参戦した。1858年に第95歩兵連隊の中佐(Lieutenant-Colonel)に昇進した。
インド大反乱の鎮圧戦に参加し、1861年にはインド高級副官代理に就任。1863年には名誉進級大佐(Brevet Colonel)になる。1867年から1868年のエチオピア侵攻にも従軍した。1868年から1877年にかけてはヴィクトリア女王の副官(Aide-de-Camp)を務めた。1869年から1874年にかけてはインド高級副官に就任。1877年に少将(Major-General)に昇進し、オールダーショットの第1歩兵旅団の指揮官となる。
その後、大英帝国植民地南アフリカに赴任し、1878年から1879年にかけて喜望峰総督(Lieutenant-Governor of the Cape of Good Hope)を務めた。1878年10月には父の死によりチェルムスフォード男爵位を継承し、貴族院議員に列する。1879年1月には英領ナタール植民地の高等弁務官サー・ヘンリー・バートル・フレアの命を受けてチェルムスフォード率いるイギリス軍がズールー王国へ侵攻した。しかしイサンドルワナの戦いで1600人もの戦死者を出して敗走。現地英軍は危機的状況に陥ったが、4月から5月にかけてサー・ガーネット・ウォルズリー将軍率いるイギリス本国からの援軍が到着。総指揮権はウォルズリーが握ることになったが、チェルムスフォードはその部下としてズールー王国侵攻の陣頭指揮を執った。7月までにズールー王国首都を陥落させ、国王セテワヨ・カムパンデを捕虜にすることに成功した。
その後は名誉職に多く在職し、1884年から1889年にかけてはロンドン塔管理副長官、1898年から1900年にかけてはシャーウッド・フォレスターズ名誉連隊長、1900年から1905年にかけてはライフガーズ第2連隊名誉連隊長を務めた。
階級は1882年に中将(Lieutenant general)、1888年に大将(General)に昇進している。
1905年4月9日にロンドンで死去した。

## 人物
大英帝国最盛期の軍人としてカナダ、インド、エチオピア、南アフリカなど世界各地で軍務についた。イギリス軍指揮官は怒りっぽい人が多いが、チェルムスフォードは控えめな人柄だったので異色の存在だったという。

## 栄典

### 爵位
1878年10月5日に父の死により以下の爵位を継承した。
- エセックス州におけるチェルムスフォードの第2代チェルムスフォード男爵 (2nd Baron Chelmsford, of Chelmsford in the County of Essex)

（1858年3月1日の勅許状による連合王国貴族爵位）

### 勲章
- 1868年8月14日、バス騎士団(勲章)コンパニオン(CB)[2]
- 1878年11月11日、バス騎士団(勲章)ナイト・コマンダー(KCB)[2]
- 1879年8月19日、バス騎士団(勲章)ナイト・グランド・クロス(GCB)[2]
- 1902年11月9日、ロイヤル・ヴィクトリア騎士団(勲章)ナイト・グランド・クロス(GCVO)[2]

## 家族
1867年にイギリス陸軍少将ジョン・ヒースの娘アドリア・ファニー・ヒース(1846年-1926年)と英領インドで結婚した。彼女との間に以下の6男を儲けた。
- 長男フレデリック・ジョン・ネイピア・セシジャー (1868年-1933年) - 政治家。第3代チェルムスフォード男爵を継承。インド総督を務め、チェルムスフォード子爵に叙される
- 次男パーシー・マンスフィールド・セシジャー (1869年-1959年)
- 三男ウィルフリッド・ギルバート・セシジャー（英語版） (1871年-1920年) - 外交官
- 四男ハロルド・ラムスデン・セシジャー (1872年)
- 五男エリック・リチャード・セシジャー（英語版） (1874年-1961年) - 陸軍中佐
- 六男アルフレッド・サリバン・セシジャー (1880-1889)